# Thorellius tekuani
Espèce
Thorellius tekuani est une espèce de scorpions de la famille des Vaejovidae.

## Distribution
Cette espèce est endémique du Mexique. Elle se rencontre dans l'État de Mexico, au Michoacán et au Guerrero.

## Description
Le mâle holotype mesure 52,7 mm, les mâles mesurent de 43,1 à 52,7 mm et les femelles de 63,7 à 72,4 mm.

## Publication originale
- González-Santillán & Prendini, 2018 : « Systematic revision of the North American syntropine vaejovid scorpion genera Balsateres, Kuarapu, and Thorellius, with descriptions of three new species. » Bulletin of the American Museum of Natural History, no 420, p. 1−81 (texte intégral).